# Bánszky Pál
Bánszky Pál (Kaba, 1929. október 31. – 2015. június 13.) magyar művészettörténész és néprajzkutató. A Magyar Művészeti Akadémia tagja (2007).

## Életpályája
Felsőfokú tanulmányokat az Eötvös Loránd Tudományegyetem Bölcsészettudományi Karán folytatott, 1966-ban magyar-történelem szakos középiskolai tanári, 1968-ban művészettörténész diplomát szerzett. Már 1958-tól a Népművelési Intézet vizuális művészeti osztályának főmunkatársaként működött, később az intézet főosztályvezetője és a tokaji nyári táborok vezetője lett. Fő érdeklődési és kutatási területe a kortárs képzőművészet és a naiv művészet.
1978-tól a Kecskeméti Katona József Múzeum tudományos munkatársa, 1983-1990 közt megyei múzeumigazgató, 1991-től a múzeum Magyar Naiv Művészeti Gyűjteményének igazgatója, innen vonult nyugalomba 1999-ben. Az ő kezdeményezésére jött létre a kecskeméti múzeum keretén belül a Szórakaténusz Játékmúzeum és Műhely. 
Egy ideig az Országos Népművészeti Egyesület és a Duna–Tisza Közi Népművészeti Egyesülés elnöke, majd 2007-től a Magyar Művészeti Akadémia Képzőművészeti Tagozatának tagja.

## Munkássága
Kortárs magyar művészek (például Balázs János, Samu Géza, Tóth Menyhért) kiállításainak megrendezése és az élő képzőművészeti hagyományok megismerése terén szerzett érdemeket, mintegy az élő képzőművészeti folklór kutatójává vált. Tapasztalatait, kutatásainak eredményeit kiállításokon mutatta be és tanulmányokba, kötetekbe foglalta. A rábízott és általa felügyelt múzeumok állandó tárlatainak felfrissítésében, átrendezésében is nagy szerepe volt, főként a Magyar Naiv Művészeti Múzeumban, melynek anyaga legközelebb állt kutatásai köréhez.

## Kiállítás rendezéseiből
- 1972 • Magyar naiv művészek a 20. században (F. Mihály Idával), Magyar Nemzeti Galéria, Budapest
- 1974 • Autodidakta cigány művészek, Gárdonyi Géza Művelődési Ház, Székesfehérvár
- 1977 • I. Országos Képző- és Iparművészeti Kiállítás, Katona József Múzeum, Kecskemét
- 1979 • Magyar Naiv Művészek, Miskolci Galéria, Miskolc.
- 1992 •  Élő népművészet : X. országos népművészeti kiállítás (Flórián Máriával; katalógussal, bevezető tanulmánnyal), Néprajzi Múzeum, Budapest

## Kötetei (válogatás)
- Németh József; Képzőművészeti Alap, Bp., 1974 (Mai magyar művészet)
- Tóth Menyhért; Képzőművészeti Alap, Bp., 1977 (Mai magyar művészet)
- A Magyar Naiv Művészek Múzeumának állandó kiállítása. Kecskemét, 1978. május-1979. szeptember; rend., katalógus, összeáll. Bánszky Pál; Magyar Naiv Művészek Múzeuma, Kecskemét, 1978
- Bánszky Pál–Tóth Béla–Balipap Ferenc: Az első kiállításoktól a kisgalériáig; NPI, Bp., 1980
- Kodály Zoltán a fotó- és képzőművészetben. Katona József Múzeum Kecskemét, 1982. X. 2 - XII. 19-ig; kiállításrend., katalógusszerk. Bánszky Pál; Katona Múzeum, Kecskemét, 1982
- Bak. Bánszky Pál írása Bak Imréről; Képzőművészeti, Bp., 1982
- Bács-Kiskun megyei képzőművészek téli tárlata. Türr István Múzeum Baja, 1983. december 17-től 1984. január 31-ig; katalógusszerk., kiállítás rend. Bánszky Pál; Türr Múzeum, Baja, 1983
- A naiv művészet Magyarországon; Képzőművészeti, Bp., 1984
- Tóth Menyhért életmű-kiállítása. Kecskeméti Galéria; katalógusszerk., kiállítás rend. Bánszky Pál; Bács-Kiskun Megyei Múzeumok Igazgatósága, Kecskemét, 1984 (A Kecskeméti Galéria kiadványai)
- Nagy István Képtár; katalógusszerk., kiállítás rend. Bánszky Pál, Simon Magdolna; Nagy István Képtár, Baja, 1985 (A Nagy István Képtár kiadványai)
- Örsi Imre. 1922-1979; Magyar Naiv Művészek Múzeuma, Kecskemét, 1986 (Naiv művészeti kismonográfiák)
- Játékszerek és játszóterek. Válogatás és ajánló katalógus az I. és II. országos szobai és játszótéri pályázatok anyagából; katalógusszerk. Bánszky Pál, Kriston Vízi József; Katona Múzeum, Kecskemét, 1987
- "A magyar Rousseau?". Benedek Péter Centenáriumi Tudományos Ülésszak előadásai. Uszód, 1989. június; szerk. Bánszky Pál; Bács-Kiskun Megyei Múzeumok Igazgatósága, Kecskemét, 1990 (A kecskeméti Katona József Múzeum közleményei)
- Kalmárné Horóczi Margit festőművész gyűjteményes kiállítása. Kecskeméti Képtár, 1990. VII. 6-VII. 20-áig. Szeged Horváth Mihály Utcai Képtár, 1990. X. 5 - XI. 4-ig; katalógusszerk. Bánszky Pál; Bács-Kiskun Megyei Múzeumok Igazgatósága, Kecskemét, 1990 (A Kecskeméti Képtár kiadványai II.)
- Orisekné Farsang Erzsi; Magyar Naiv Művészek Múzeuma, Kecskemét, 1990 (Naiv művészeti kismonográfiák)
- Téli Tárlat, 1990. Kecskeméti Képtár, 1990. december 21-1991. február 3.; kiállításrend., katalógusszerk. Bánszky Pál; Bács-Kiskun Megyei Múzeumok Igazgatósága, Kecskemét, 1990 (A Kecskeméti Képtár kiadványai II.)
- Borosné Endresz Teréz; Magyar Naiv Művészek Múzeuma, Kecskemét, 1991 (Naiv művészeti kismonográfiák)
- Népi szobrászat; Magyar Naiv Művészek Múzeuma, Kecskemét, 1993 (Magyar Naiv Művészek Múzeumának kiadványai)
- Bán Magdolna; Magyar Naiv Művészek Múzeuma, Kecskemét, 1993 (Naiv művészeti kismonográfiák)
- Süli András; német ford. Vámos Károly; Magyar Naiv Művészek Múzeuma, Kecskemét, 1995 (Naiv művészeti kismonográfiák)
- A képzőművészet vadvirágai. 100 népművészeti és naiv szemléletű magyar alkotó / The wild flowers of fine arts. 100 Hungarian artists of popular and naive approach; angol ford. Kalmár Sándor; szerzői, Kecskemét, 1997
- Megújhodó faragóhagyomány, 1973-1998; szerzői, Kecskemét, 2000
- 50 éves a Tokaji Művésztelep; szerk. Bánszky Pál; Művészeti és Szabadművelődési Alapítvány, Bp., 2003
- 20 éves a Népművészeti Egyesületek Szövetsége; szerk. Bánszky Pál; NESZ, Bp., 2003
- Népművészeti műhely-galériák Magyarországon; szerk. Bánszky Pál; Népművészeti Egyesületek Szövetsége, Bp., 2003
- Ifjabb Kapoli Antal faragó népművész rajzai; szerk. Bánszky Pál; Duna-Tisza Közi Népművészeti Egyesület, Kecskemét, 2004
- Népi szobrászat. Erdélyi Tibor, Orisek Ferenc, Mónus Béla / Folk sculpture / Volksnitzerei; szerk. Bánszky Pál; NESZ, Bp., 2004 (Mesterek)
- Megtartó hagyomány. Vessző, fa, csont és szaru faragások kiállítása. Magyar Nemzeti Galéria, 2005. augusztus 13-28-ig; katalógusszerk. Bánszky Pál; Népművészeti Egyesületek Szövetsége, Bp., 2005
- A népművészet mesterei Bács-Kiskun megyében és a Duna-Tisza Közi Népművészeti Egyesületben; szerk. Bánszky Pál; Duna-Tisza Közi Népművészeti Egyesület, Kecskemét, 2007
- Karsai Zsigmond festőművész, a Népművészet Mestere / Painter, Dancing Master of Folk Art; szerk. Felföldi László, Bánszky Pál; MTA ZTI, Bp., 2010 + DVD (Jelenlévő múlt)
- Orisek Ferenc. Szoborfaragó, Népművészet Mestere; Duna-Tisza Közi Népművészeti Egyesület, Kecskemét, 2012

## Díjak, elismerések (válogatás)
- A Magyar Köztársasági Érdemrend kiskeresztje (1994);
- Életfa-díj (1999);
- Csokonai Vitéz Mihály-díj (2006);
- Magyar Örökség díj (2009).